# Monti Dogdo
I Monti Dogdo (in russo Догдо?; in lingua sacha: Догдо сис) sono una catena montuosa che fa parte del sistema dei Monti Čerskij e si trova nel territorio della Sacha (Jacuzia), in Russia.

## Descrizione
I Dogdo si trovano nella parte settentrionale del sistema dei Čerskij, lungo la riva sinistra del fiume Dogdo (affluente di destra del Tuostach), che li separa a nord dai monti Kurundja e a est dai Tas-Chajachtach. L'altezza massima della catena è quella di un picco senza nome alto 2272 m. La sua lunghezza è di circa 100 km.